# Aprobarbital
Aprobarbitalul este un derivat barbituric, fiind utilizat ca sedativ-hipnotic, Iar în prezent se mai utilizează doar în unele state în tratamentul insomniilor, fiind înlocuit de benzodiazepine.

## Farmacologie
Ca toate barbituricele, aprobarbitalul acționează ca modulator alosteric pozitiv al receptorului de tip A pentru acidul gama-aminobutiric (R GABAA), reducând excitabilitatea neuronilor.